# 倉吉市立東中学校
倉吉市立東中学校（くらよししりつ ひがしちゅうがっこう）は、鳥取県倉吉市宮川町二丁目にある公立中学校。

## 概要
校区は、倉吉市立成徳小学校、倉吉市立上灘小学校の全域、倉吉市立社小学校の一部の通学区域となっている。

## 沿革
- 1947年（昭和22年）4月28日 - 倉吉町立東中学校設立、旧倉吉町立図書館及び成徳小学校にて開校。
- 1948年（昭和23年）12月 - 新校舎へ移転（現倉吉博物館・倉吉歴史民俗資料館所在地）。
- 1951年（昭和26年）4月 - 全校舎完成。
- 1953年（昭和28年）10月1日 - 町村合併、市制施行に伴い倉吉市立東中学校と改称。
- 1969年（昭和44年）1月 - 旧倉吉東高等学校跡地（現在地）に移転。
- 1987年（昭和62年）8月 - 校舎改築移転。

## 部活動

### 運動部
- サッカー部
- 野球部
- 陸上部
- ソフトテニス部
- バレーボール部
- バスケットボール部男子
- バスケットボール部女子
- 卓球部男子
- 卓球部女子
- ソフトボール部男子
- ソフトボール部女子
- 剣道部
- 駅伝部（臨時）
- 相撲部（臨時）

### 文化部
- 吹奏楽部
- 家庭科部
- 美術部
- 科学部（休部）

## 交通アクセス
- JR山陰本線倉吉駅前：日交バス市内線・西倉吉方面行き「宮川町」バス停より100m

## 著名な出身者
- 琴櫻傑將（元横綱、先代佐渡ヶ嶽親方）
- 種部儀康（元プロ野球選手） - 元巨人
- マイバッハ谷口（プロレスラー）

## 東中学校が舞台になった作品
- 漫画『遥かな町へ』 谷口ジロー、小学館

主人公・中原博史（48歳）が中学生の時代（昭和38年）にタイムスリップすることで始まる話で、通っていた中学校が「打吹山のふもと」にあり、作品中では「北中」と表記されているが、描かれている校舎は当時の東中学校校舎である。